# Cohors I Asturum Equitata
La Cohors I Asturum Equitata fue una unidad auxiliar del ejército imperial romano del tipo cohors quinquagenaria equitata .
Fue reclutada en el siglo I entre el pueblo recién conquistado de los astures. Se tiene constancia de ella en los años 14, 90,116 y 134 en la provincia de Germania Superior, estando su cuartel situado en la actual Manihard, en Alemania.
Aparece mencionada en un documento romano del siglo V, la Notitia Dignitatum, probablemente se trate de un error y se refiera a la Cohors II Asturum Equitata. No se conoce el destino final de esta unidad.